# Szewczenkowe (wieś w rejonie żmeryńskim)
Szewczenkowe (ukr. Шевченкове) – wieś na Ukrainie, w obwodzie winnickim, w rejonie żmeryńskim, w hromadzie Kopajhorod. W 2001 liczyła 491 mieszkańców, spośród których 490 wskazało jako ojczysty język ukraiński, a 1 rosyjski.